# Federalisering van Jemen

Voorgestelde federale regio's van Jemen.

De federalisering van Jemen is de voorgestelde transformatie van Jemen van een eenheidsstaat naar een federale staat. Gedreven door de aanzienlijke economische, religieuze, politieke en historische verschillen tussen de noordelijke en zuidelijke delen, evenals de zuidelijke en oostelijke regio's van het land, is federalisering een veelvoorkomend en controversieel voorstel om regionalistische spanningen op te lossen sinds de eenwording van het land in 1990.